# مجموعات فارس الليل
مجموعات فارس الليل أو فرسان الليل، مجموعة مسلحة تابعة لكتائب شهداء الأقصى الجناح العسكري لحركة فتح عملت في نابلس.

## تعريف
أسست المجموعة عقب اجتياح المدينة عام 2002على أيدي مقاتلي كتائب شهدا الأقصى في نابلس، بقيادة نايف أبو شرخ وباسم أبو سرية (القذافي) ومهدي أبو غزالة، وعملت في التصدي للاجتياحات الإسرائيلية المتكررة للمدينة، وتعرضت في عام 2007 لضربات قوية بفقدانها أهم قياداتها،وعددا من مقاتليها في الاشتباكات مع جيش الاحتلال، وللتضييق على أيدي السلطة الفلسطينية التي دفعت في مطلع عام 2008 جزءا مهما من أعضائها إلى إلقاء السلاح وتسليم أنفسهم مقابل العفو ووقف ملاحقتهم.